# ポルティコ・ディ・カゼルタ
ポルティコ・ディ・カゼルタ（伊: Portico di Caserta）は、イタリア共和国カンパニア州カゼルタ県にある、人口約7,700人の基礎自治体（コムーネ）。

## 地理

### 位置・広がり

#### 隣接コムーネ
隣接するコムーネは以下の通り。
- カポドリーゼ
- マチェラータ・カンパーニア
- マルチャニーゼ
- レカーレ

### 気候分類・地震分類
ポルティコ・ディ・カゼルタにおけるイタリアの気候分類 (it) および度日は、zona C, 1127 GGである。
また、イタリアの地震リスク階級 (it) では、zona 2 (sismicità media) に分類される。